# Leucauge turbida
Leucauge turbida är en spindelart som först beskrevs av Eugen von Keyserling 1893.  Leucauge turbida ingår i släktet Leucauge och familjen käkspindlar. Inga underarter finns listade i Catalogue of Life.